# Lou Palazzi
Louis Joseph Palazzi (* 25. Juni 1921 in Groton, Connecticut; † 7. Januar 2007 in Dunmore, Pennsylvania) war ein US-amerikanischer American-Football-Spieler auf der Position des Centers und späterer NFL-Schiedsrichter.

## Karriere

### Spieler
Er wurde im Draft 1943 für die NFL ausgewählt, konnte aber aufgrund der Einberufung zum Militär nicht direkt seine Spielerkarriere starten. Seine professionelle Footballkarriere begann er schließlich im Jahr 1946 bei den New York Giants in der National Football League, welche er nach lediglich 16 Einsätzen in zwei Saisons wieder beendete.

### Schiedsrichter
Palazzi begann im Jahr 1952 seine NFL-Laufbahn als Umpire. Nach der Fusion der AFL und NFL im Jahr 1970 war er weiterhin auf dieser Position in der neuen NFL tätig.
Er war bei insgesamt drei Super Bowls als Umpire im Einsatz: Beim AFL-NFL Championship Game im Jahr 1970, welche heute als Super Bowl IV bekannt ist, war er in der Crew unter der Leitung von Hauptschiedsrichter John McDonough, beim Super Bowl VII im Jahr 1973 unter der Leitung von Tommy Bell und im Super Bowl XI unter der Leitung von Jim Tunney. Zudem war Teil des Schiedsrichtergespanns im Pro Bowl 1980.
Zum Ende der Saison 1981 trat er als Schiedsrichter zurück.
Er trug die Uniform mit der Nummer 51, außer in den Spielzeiten zwischen 1979 und 1981, in denen er die positionsbezogene Nummer 3 zugewiesen bekam.
Palazzi wurde im Jahr 2005 mit dem NFLRA Honoree Award ausgezeichnet.